# Eofelis
Eofelis (лат.) — род вымерших кошкоподобных млекопитающих из семейства нимравид. Жили во времена верхнего эоцена — олигоцена (37,2—23,03 млн лет назад) на территории современных Франции и Испании.
Первоначально ископаемые остатки представителей рода обнаружены в залежах фосфоритов (графство Керси).

## Классификация
В 2000 году при переработке материала старых коллекций было установлено, что существует два вида Eofelis, причём E. edwardsii был более многочисленным, а E. giganteus — более крупным (почти в два раза крупнее E. edwardsii).
На февраль 2020 года в род включают только эти 2 вымерших вида:
- Eofelis edwardsii (Filhol, 1872) [syn. Pseudaelurus edwardsii Filhol, 1872]
- Eofelis giganteus Peigné, 2000